# 特倫斯·麥克斯溫利
特倫斯·詹姆士·麥克斯溫利（英語：Terence James MacSwiney；1879年3月28日—1920年10月25日）是愛爾蘭的劇作家、作家和政治家，於1920年愛爾蘭獨立戰爭期間當選新芬黨籍科克市長。英國政府以煽動罪逮捕了他，關押在布里克斯頓監獄。他在獄中發起了為期74天的絕食抗議，於1920年10月逝世。此舉使麥克斯溫利以及愛爾蘭共和主義運動受到國際關注。

## 背景
麥克斯溫利出生於科克北大街23號，是家中八個孩子之一。父親約翰·麥克斯溫利（John MacSwiney）出身於科克，曾在1868年志願加入教皇衛隊與加里波第作戰，其後在倫敦任教，且在科克開了一家煙草廠。1885年，他因生意失敗移居澳洲，留下母親和長女照顧特倫斯與其他兄弟。
特倫斯的母親瑪麗·麥克斯溫利（原姓威爾金森）是英國天主教徒，強烈支持愛爾蘭民族主義。特倫斯在科克市的北方修道院學校接受基督教兄弟會的教育，後於15歲輟學，幫忙養家糊口。他找了一份會計文員的工作並持續自修，其後被愛爾蘭皇家大學錄取。他在大學期間繼續全職工作，於1907年畢業並取得心理與道德科學學位。
1901年，麥克斯溫利協助創立凱爾特文學社，並於1908年與丹尼爾·科克里共同創立科克戲劇社，創作了多部戲劇。1910年，他的第一部戲劇作品《最後的庫爾勇士》（The Last Warriors of Coole）上演；1915年，他的第五部戲劇《革命家》（The Revolutionist）則以一個人的政治立場為主題。除了劇作家的工作外，他還撰寫了有關愛爾蘭歷史的小冊子。

## 政治活動
麥克斯溫利被評為一位「敏感的詩人兼知識分子」。 他在《愛爾蘭自由報》上的文章引起了愛爾蘭共和兄弟會的注意；1913年，他成為愛爾蘭志願軍科克旅的創始人之一，並擔任新芬黨科克分部主席。1914年，他創辦了《命運戰士報》（Fianna Fáil），發行11期即被查禁。
1915年聖誕節，麥克斯溫利在弗萊施曼家過夜，遇見了他姊妹的朋友繆麗爾·墨菲。她出身於科克一個富裕的釀酒業家庭，政治傾向保守；然而，她在1915年加入了蓋爾聯盟和愛爾蘭婦女委員會。在弗萊施曼家過了一夜之後，麥克斯溫利和墨菲仍持續見面。
1916年4月，麥克斯溫利原打算在科克及凱里兩郡擔任復活節起義副指揮官，但因約恩·麥克尼爾的命令撤下了部隊。 於部隊滯留在科克市的志願軍大廳，面臨動員與否的混亂之時，繆麗爾·墨菲為他帶來了食物及情報。
起義過後，英國政府援引《國土防衛法》將麥克斯溫利關押在雷丁和韋克菲爾德監獄，直至1916年12月。1917年2月，他被驅逐出愛爾蘭，關押在士魯斯柏立與布羅姆亞德拘留營，於1917年6月獲釋。繆麗爾跟隨特倫斯前往英格蘭，繼續支持他的行動。獲釋後，兩人於1917年6月9日在英格蘭布羅姆亞德結婚。當天是繆麗爾25歲生日，也是她獲得繼承遺產資格之翌日，這確保了夫婦能經濟獨立，無需依賴反對二人婚姻的墨菲家族。 繆麗爾的伴娘是潔拉汀·歐蘇利文（Geraldine O'Sullivan），特倫斯的伴郎則是理查·麥卡伊。
1917年11月，麥克斯溫利因身穿愛爾蘭志願軍制服，在科克被捕。受湯瑪士·阿什的事蹟啟發，他在獲釋前絕食了三天。
1918年大選，麥克斯溫利在沒有對手的情況下當選新芬黨中科克選區議員，接替愛爾蘭國會黨籍議員丹尼爾·戴斯蒙德·希恩。然而，麥克斯溫利與另外27名當選議員並沒有前往英國國會赴任，而是加入了第一屆愛爾蘭眾議院。 1920年3月20日，他的好友，科克市長湯瑪士·麥克田被殺，麥克斯溫利當選為新任市長。1920年8月12日，他因持有「煽動性文章及文件」和一把密碼鑰匙，在科克被捕。8月16日，法庭立即審判，判處他在英格蘭布里克斯頓監獄服刑兩年。

## 絕食與逝世
8月12日，麥克斯溫利與前一天參與1920年科克絕食的囚犯一起關押在科克，並隨後轉移到布里克斯頓監獄繼續絕食。8月26日，英國政府聲明：「釋放市長會對愛爾蘭造成災難後果，可能導致愛爾蘭南部的軍隊和警察倒戈。」
麥克斯溫利的絕食引起了全世界關注。美國人威脅抵制英國貨品、南美洲四國呼籲教皇干預、德國和法國亦舉行了示威活動。澳洲議員休·馬洪在抗議英國政府此舉後，因「在公開會議上發表煽動及不忠言論」被澳洲國會開除。兩週後，位於西班牙的加泰隆尼亞工商僱員自治中心（CADCI）向英國首相發出請願書，要求釋放麥克斯溫利；其出版的《行動報》（Acció）亦為他發起了相關活動。
絕食期間，經常有人在麥克斯溫利身邊放食物，勸他放棄，更在最後幾天試圖強制餵食。1920年10月20日，他在絕食74天後陷入昏迷，於5天後逝世。他的遺體在倫敦南華克的聖喬治主教座堂，吸引了3萬人。 當局擔憂都柏林會爆發大型示威，便將他的棺材直接轉移至科克。10月31日，於聖瑪利亞和聖亞納主教座堂舉行的葬禮吸引了大批人群。麥克斯溫利被葬在科克聖芬巴爾公墓的共和黨人墓，由亞瑟·格里菲斯發表墓前演說。

## 影響

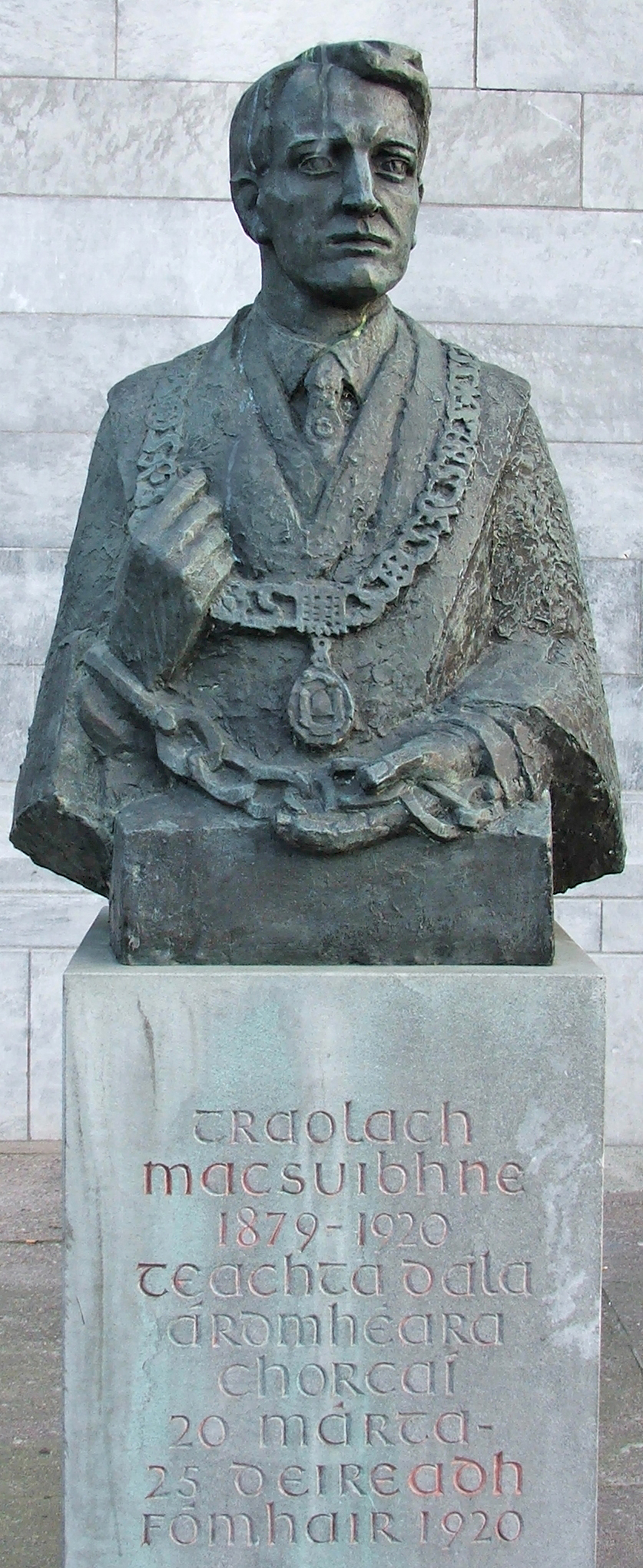
科克市政廳外的特倫斯·麥克斯溫利半身像。上頭以愛爾蘭語寫成：特倫斯·麥克斯溫利，1879–1920；眾議院議員、科克市長，1920年3月20日至10月25日

麥克斯溫利的政治著作集《自由的原則》（Principles of Freedom）在他死後的1921年出版，根據他於1911至12年間在愛爾蘭自由報撰寫的文章編輯而成。2023年，包括散文、戲劇、詩歌的作品集《The Art and Ideology of Terence MacSwiney: Caught in the Living Flame》出版。
麥克斯溫利的生平和作品在印度亦產生影響。賈瓦哈拉爾·尼赫魯從麥克斯溫利其人及其著作中汲取了靈感，聖雄甘地亦有受到他的影響； 《自由的原則》被翻譯成多種印度語言（包括泰盧固語）。印度革命家巴格特·辛格崇拜麥克斯溫利，在回憶錄中提及了他。當辛格的父親請求英屬印度政府赦免他的兒子時，巴格特引用了麥克斯溫利的話：「我相信，我的死比獲釋更有助粉碎大英帝國」，讓父親撤回請願書。1931年3月23日，他與另外兩名男子因殺害一名英國軍官而被處決。
除印度外，胡志明亦稱受到麥克斯溫利影響。麥克斯溫利逝世時，他正在倫敦工作，並說：「擁有如此公民的國家永不會投降。」1920年11月1日，CADCI在巴塞隆納發起示威，詩人兼政治家文圖拉·加索爾發表了一首讚揚麥克斯溫利的詩歌。
1922年1月，麥克斯溫利的姐姐瑪麗·麥克斯溫利（Mary MacSwiney）在愛爾蘭接替了他的眾議院席位，發表反對《英愛條約》的言論。1921年大選，他的兄長肖恩·麥克斯溫利在科克另一個選區當選，並同樣反對條約。 
麥克斯溫利的絕食為後來的絕食者樹立榜樣，於1923年爆發了席捲全國的絕食抗議。
1945年，他的獨生女莫伊拉·麥克斯溫利（Máire MacSwiney）與民族主義者、眾議院議員卡哈爾·布魯阿之子盧埃里·布魯阿結婚。後來，盧埃里成為眾議院議員、參議院議員，以及歐洲議會議員。2006年，莫伊拉出版了回憶錄《歷史的女兒：特倫斯·麥克斯溫利獨生女之回憶錄》（History's Daughter: A Memoir from the Only Child of Terence MacSwiney）。她於2012年5月逝世。
科克公共博物館收藏了麥克斯溫利生平有關的文物。科克克勞福德美術館亦有展出由約翰·拉維利爵士繪製的一幅肖像畫，以及其葬禮彌撒的畫。
於科克城北，有一所中學以麥克斯溫利命名，並設一所專門紀念他的房間。 
2012年10月28日，一場紀念麥克斯溫利的友誼樹種植活動於南華克舉行。
1920年，居住在巴黎的愛爾蘭裔美國作曲家斯旺·軒尼詩，將其第二弦樂四重奏，作品49用作「紀念科克市長麥克斯溫利」（"à la Mémoire de Terence McSwiney, Lord Mayor de Cork"）。1922年1月25日，由亞瑟·達利帶領的愛爾蘭四重奏於巴黎首次演出。

## 作品
- 詩歌《自由的音樂》（The Music of Freedom，麥克斯溫利使用筆名「Cuireadóir」）；（Cork: The Risen Gaedheal Press, 1907）
- 《命運戰士：愛爾蘭之軍：愛爾蘭激進派刊物》（Fianna Fáil: The Irish Army: A Journal for Militant Ireland）；特倫斯·麥克斯溫利在科克撰寫及編輯的週刊，於1914年9月至12月期間共出版11期。
- 劇本《革命家》 (Dublin & London: Maunsel and Co., 1914) ；來自網際網路檔案館。
- 《反抗之倫理：從天主教角度討論何時反抗政府方合法》（The Ethics of Revolt: A Discussion from a Catholic Point of View as to When it Becomes Lawful to Rise in Revolt Against the Civil Power, by Toirdhealbhach Mac Suibhne）；（1918年的小冊子）
- 詩歌《戰吼》（1918年）
- 《自由的原則》（Dublin: The Talbot Press, 1921）
- B. G. MacCarthy編輯，《無懼愚人嘲笑——特倫斯·麥克斯溫利詩集》（Despite Fools' Laughter. Poems by Terence MacSwiney）；(Dublin: M. H. Gill and Son, 1944)

## 名言
- 「勝利不是由造成最多痛苦的人，而是由承受最多痛苦的人獲得。」（It is not those who can inflict the most, but those who can suffer the most who will conquer.）[24]；部分文獻將「conquer」寫作「prevail」。
- 絕食當中：「我相信，我的死比獲釋更有助粉碎大英帝國」（I am confident that my death will do more to smash the British Empire than my release.）[25]
- 對來訪牧師說的遺言：「你要見證我身為愛爾蘭共和國的士兵而死。」（I want you to bear witness that I die as a Soldier of the Irish Republic. ）[26]
- 「如果我死了，成果將會超越代價千倍。我想到這點就很高興，感謝上帝。」（If I die the fruit will exceed the cost a thousand fold. The thought of it makes me happy. I thank God for it.） [27]